# Maung Maung Soe (Fußballspieler)
Maung Maung Soe (* 6. August 1995 in Palate) ist ein myanmarischer Fußballspieler.

## Karriere

### Verein
Maung Maung Soe stand bis 2018 beim Magwe FC unter Vertrag. Der Verein aus Magwe spielte in der höchsten myanmarischen Liga, der Myanmar National League. Für Magwe absolvierte er 31 Erstligaspiele und schoss dabei sieben Tore. Anfang 2019 wechselte er zum Ligakonkurrenten Yadanarbon FC nach Mandalay.

### Nationalmannschaft
Maung Maung Soe spielte 2018 viermal für die myanmarische U23-Nationalmannschaft. Seit 2018 spielt er auch für die A-Nationalmannschaft.